# Pseudohadena mariana
Pseudohadena mariana là một loài bướm đêm trong họ Noctuidae.